# Boulevard Ornano (Paris)
Pour les articles homonymes, voir Boulevard Ornano.
Le boulevard Ornano est une voie située dans le quartier de Clignancourt du 18e arrondissement de Paris.

## Situation et accès
La ligne 4 du métro suit, sous terre, le tracé du boulevard, desservant trois stations le long de celui-ci : Marcadet - Poissonniers à l'extrémité sud du boulevard (station de correspondance également desservie par la ligne 12), Simplon en son centre, et Porte de Clignancourt à son extrémité nord. Au nord, la place Albert Khan relie le boulevard Ornano à la rue Championnet, la rue Duhesme et la rue du Mont-Cenis dont cette dernière mène jusqu'à la place du Tertre.

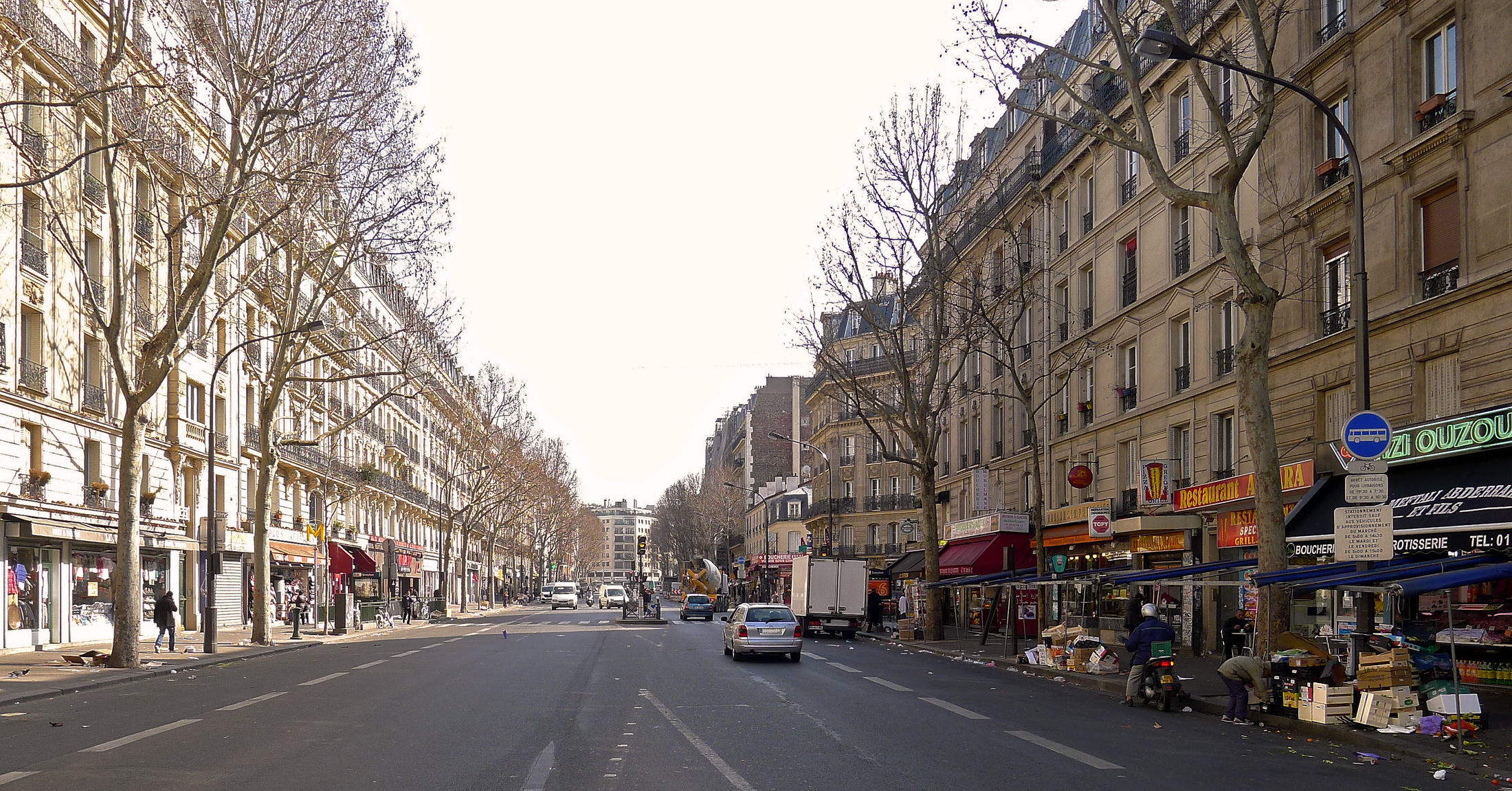
Autre vue du boulevard (vers la rue Ordener).

## Origine du nom
Il tient son nom de celui de Philippe Antoine d'Ornano (1784-1863), général d’Empire, maréchal de France, élevé à cette dernière dignité par l’empereur Napoléon III, deux ans avant sa mort.

## Historique
Le boulevard est percé à partir de 1863, à l'occasion des travaux haussmanniens. Il s'étend, à l'origine, jusqu'au boulevard de Rochechouart mais sa partie sud prend en 1882 le nom de « boulevard Barbès ».
Il traverse l'ancien village de Clignancourt, rattaché à Paris en 1860. Il s'agit aujourd'hui d'une des principales voies d'entrée dans Paris depuis le nord de la capitale, en passant par la porte de Clignancourt.

## Bâtiments remarquables et lieux de mémoire
- Nos 13-17 : ancienne laiterie Maggi.
- No 34 : salle de spectacle, la Gaîté Parisienne, salle de boxe du « Paris Boxing Club » dirigé par Philippe Roth[2].
- No 36 : lieu de naissance de Germaine Pichot, figure du Montmartre des années 1900, proche de Pablo Picasso, muse de Carles Casagemas et épouse de Ramon Pichot, gérante du cabaret La Maison rose.
- No 41 (désormais 39 bis) : Dora Bruder y vécut avec ses parents, notamment en 1941[3].
- No 43 : ancien cinéma Ornano 43, actif de 1908 à 1981, dont la façade, datant du début des années 1930, est de style Art déco et l'œuvre de l'architecte Marcel Oudin[4]. Façade conservée à la suite d'un projet immobilier.
- No 52 : cabinet de l'avocat Henri Leclerc de 1973 à 1993[5].
- No 61 : la villa Ornano est de style haussmanien.
- No 71 : immeuble construit en 1895 par l'architecte Charles Blanche.

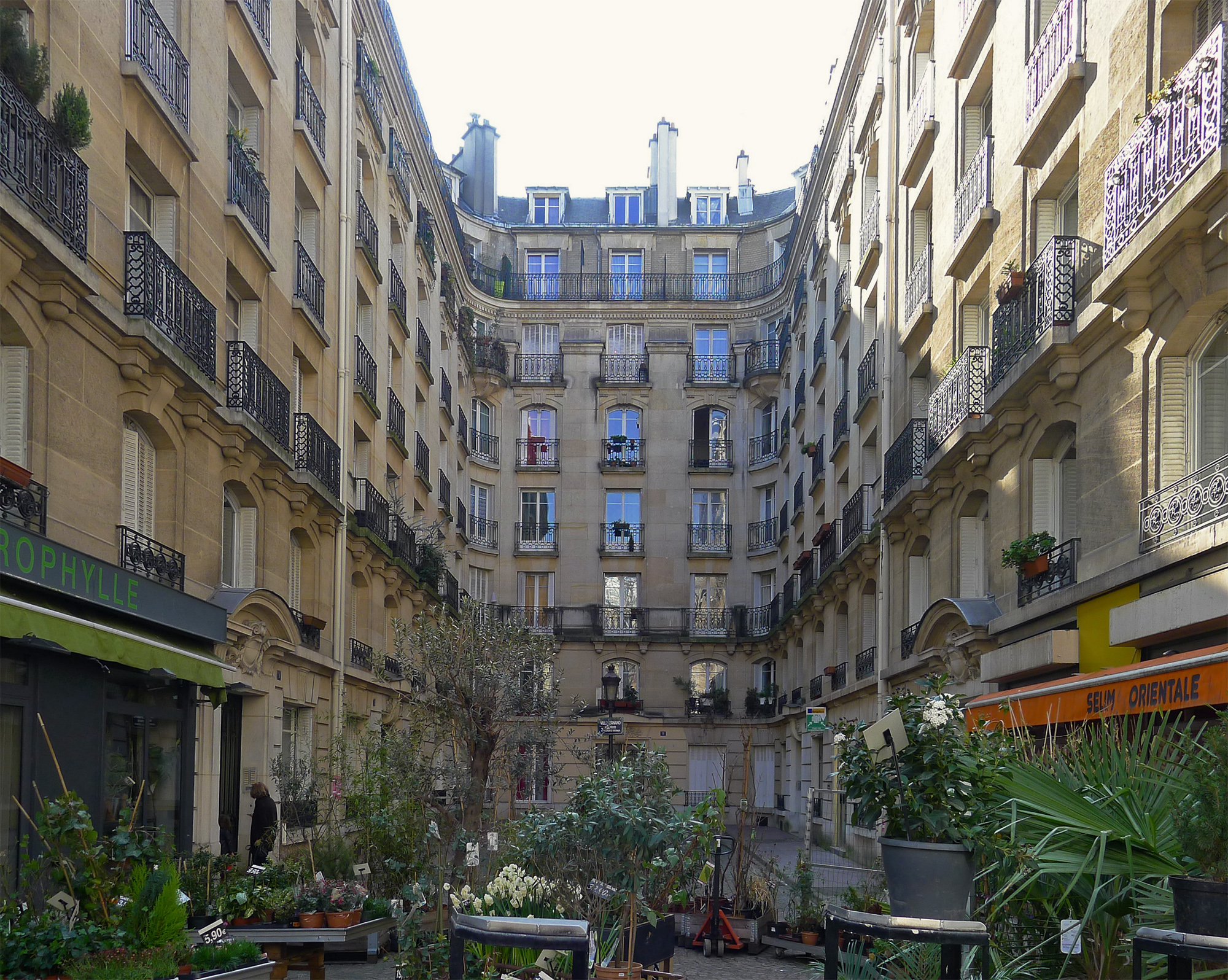
No 61 : Villa Ornano vue depuis le boulevard éponyme.
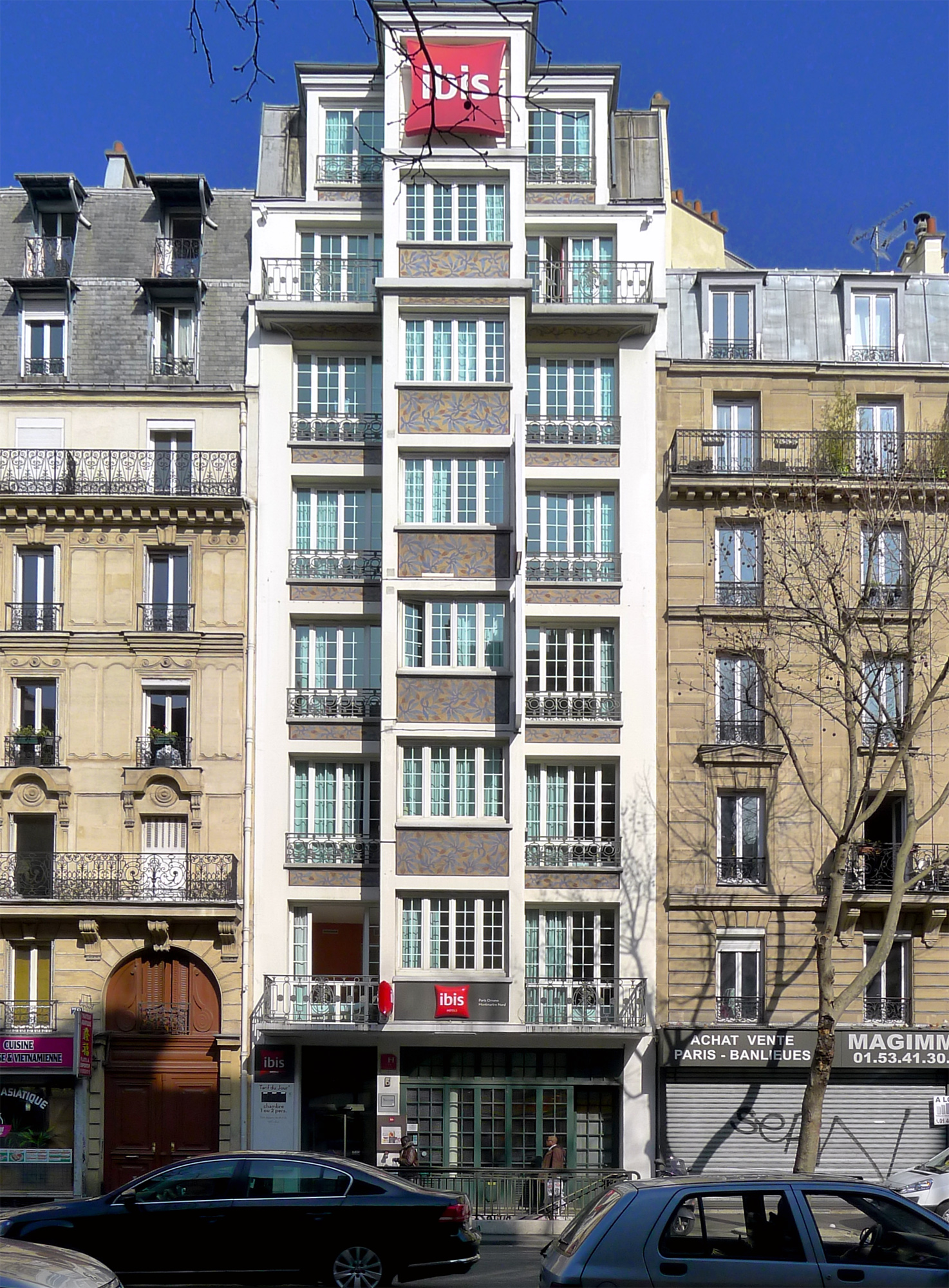
No 70.
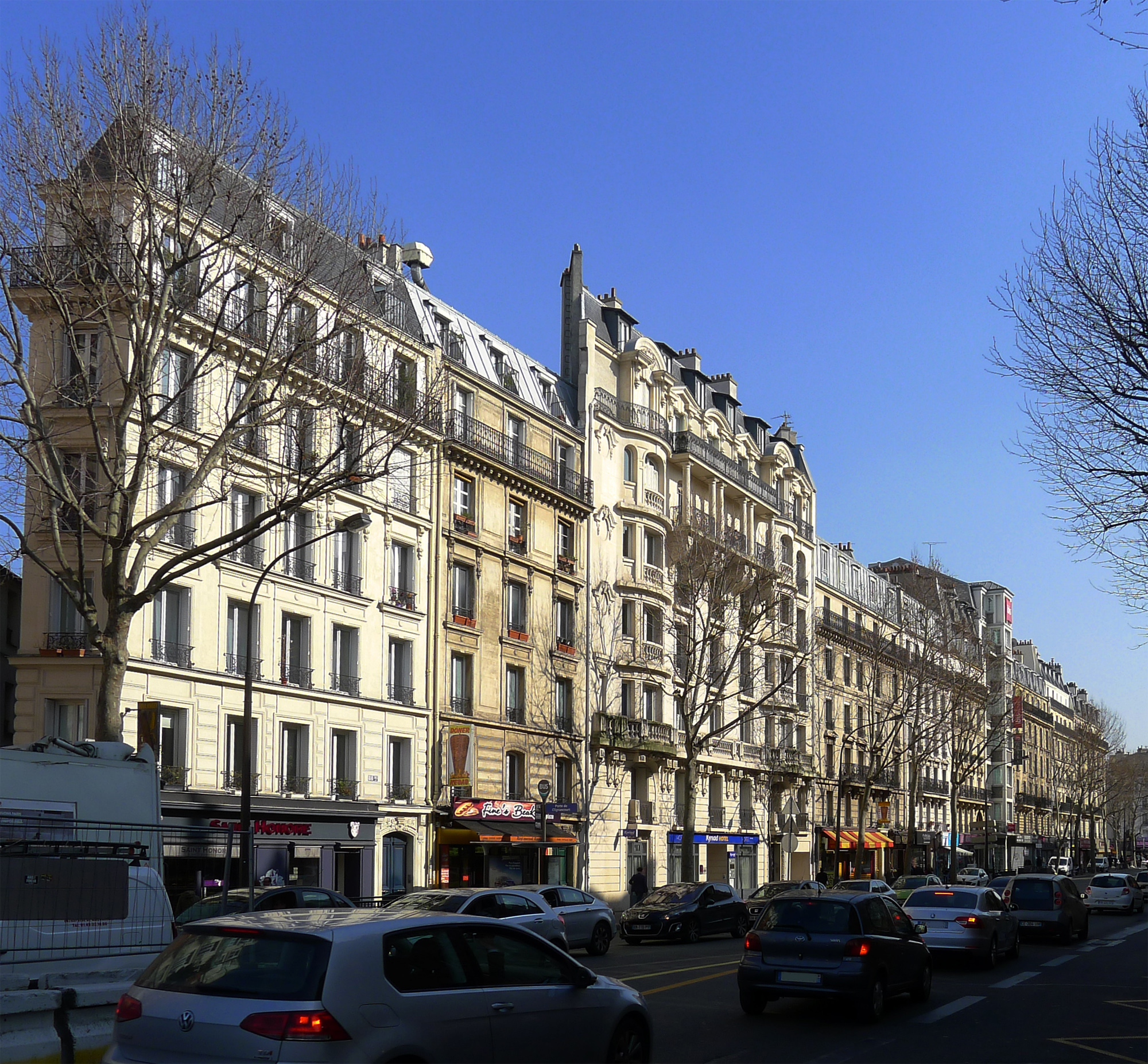
No 78.

### Fiction
Le boulevard d'Ornano et les abords de la porte de Clignancourt occupent une place importante dans le roman de Patrick Modiano, Dora Bruder, paru en 1997, où le personnage principal éponyme et sa famille vivent au no 41 (devenu le 39 bis).